# 51-й стрелковый корпус
51-й стрелковый корпус (51 ск) — соединение РККА в составе Вооружённых сил СССР до и во время Великой Отечественной войны.

## История формирования и участие в боевых действиях

### 51-й стрелковый корпус (1-го формирования)
Управление 51-го стрелкового корпуса с корпусными частями сформированы на основании директивы Народного Комиссара Обороны СССР № орг/1/521119 от 19.02.1941 г.
Управление корпуса формировалось в городе Молотов в соответствии с решением Военного Совета Уральского военного округа в составе командования и штаба корпуса, 134-го отдельного батальона связи, 251-го отдельного сапёрного батальона и военного трибунала.
В июне 1941 года на базе управления Уральского военного округа (УрВО) была сформирована 22-я армия в составе двух стрелковых корпусов (51-го и 62-го), включавших по три стрелковых дивизии (сд). Управление шестью дивизиями осуществлялось через корпусные управления, которые были подчинены штабу создаваемой 22-й армии.
В состав 51-го стрелкового корпуса были включены:
— 98-я стрелковая дивизия — командир дивизии генерал-майор Гаврилов М. Ф., комиссар дивизии Сорокин И. И., начальник штаба дивизии подполковник Ерошенко П. С. (окончил Академию им. М. В. Фрунзе в 1936 году);
— 112-я стрелковая дивизия — командир дивизии комбриг Адамсон Я. С. (с 10.06.1941 полковник Копяк И. А.), комиссар дивизии Беляев И. П., начальник штаба дивизии майор Родионов А. Б. (окончил Академию им. М. В. Фрунзе в 1936 году);
— 153-я стрелковая дивизия — командир дивизии полковник Гаген Н. А., комиссар дивизии Захаров Е. С., начальник штаба дивизии подполковник Черепанов Н. М. (окончил Академию им. М. В. Фрунзе в 1936 году);
— корпусные части: 545-й корпусной артиллерийский полк (КАП) (командир полка полковник Долгих П. И.), имевший на вооружении 152-миллиметровые пушки-гаубицы; 134-й отдельный батальон связи; 251-й отдельный сапёрный батальон (сапёрный батальон в г. Молотов имел только небольшую ячейку, а личный состав полностью находился на строительных работах на Западном Буге).
98-я и 112-я стрелковые дивизии (сд) были сформированы по шеститысячному штату, а 153-я сд — трёхтысячному.
Штабом корпуса отмечалось, что все дивизии имели значительные расходы личного состава на внутреннюю и гарнизонную службу, что снижало их общую боевую подготовленность.
В июне 1941 года, в связи с выходом дивизий в лагери, было призвано 50 % приписного состава (98-я сд и 112-я сд — по 6000 человек, в 153-ю сд — около 8000 человек).
Дислокация частей 51-го стрелкового корпуса в предвоенные годы:
— управление корпуса, батальон связи, сапёрный батальон — г. Молотов;
— 98-я сд — г. Ижевск и в его районе;
— 112-я сд — г. Молотов, за исключением: 416-го стрелкового полка (сп) — г. Кунгур; 524-го стрелкового полка — г. Березники;
— 153-я сд — г. Свердловск;
— 545-й корпусной артиллерийский полк — г. Свердловск.
Обеспеченность корпуса всеми видами снабжения была достаточной, за исключением поставки тракторов (тягачей для 152 мм гаубиц) в 112-ю сд, в итоге, третий дивизион 449-го гаубичного артиллерийского полка (ГАП) 112-й сд на фронт прибыл без тракторов.
Транспортные средства, особенно автомашины, прибывали на 75 % из народного хозяйства и, как правило, были с негодной резиной.
Весь приписной личный состав был полностью обеспечен всем необходимым.
В начале июня 1941 года командование 22-й армии получило указание на перемещение в Западный Особый военный округ (ЗапОВО). Передислокация на новое место расквартирования должна была проходить в условиях строгой секретности.
Директивой Народного Комиссара Обороны СССР № 504207 от 12.06.1941 Военному совету Западного Особого военного округа предписывалось обеспечить прибывающий 51-й стрелковый корпус необходимым довольствием и отвести места лагерных стоянок.
14 июня 1941 года отправился первый эшелон 112-й сд из города Молотов. 19 июня убыл штаб корпуса. Эшелоны следовали по маршруту Киров, Вологда, Луга, Дно, Великие Луки, ст. Дретунь (северо-восточнее Полоцка).
Положение частей 51-го стрелкового корпуса на первом рубеже обороны:
— 112-я стрелковая дивизия: в полном составе (без 50 % приписного состава) располагалась по правому берегу реки Западная Двина на фронте м. Краслава — м. Дрисса (искл.), имея за серединой и ближе к правому флангу полк второго эшелона (524-й сп). С готовностью перенаправления 524-го сп на другие задачи. Фронт 112-й сд оказался очень растянутым и ослабленным;
— 98-я стрелковая дивизия: (без 3/308-го сп и 50 % приписного состава) располагалась на фронте от м. Дрисса до м. Боровуха;
— 153-я стрелковая дивизия развернулась в районе города Витебск и вскоре вышла из состава 51 ск (после подхода управления 62-го ск — в его состав вошли 174-я сд, 186-я сд и 153-я сд). С 174-й сд штакор 51-го и штадив 98-й постоянно поддерживали тесную связь и боевой контакт;
— в Себежский укрепрайон вышла 170-я стрелковая дивизия (командир дивизии генерал-майор Силкин Т. К., комиссар дивизии полковник Дзарагазов Л. А., начштадив майор Варванин М. И.), такого же состава, как и 112-я сд, и была включена в состав 51-го ск;
— дивизионная артиллерия (по два полка в каждой) располагалась по общему решению в полосах своих дивизий; 140-й ГАП 10-й сд (отошедший из Даугавпилса) использовался с 524-м сп, а затем в составе артиллерии 112-й сд (вскоре он вышел из состава 51-го ск). 545-й КАП (на тракторной тяге) использовался на стыке 112-й и 98-й стрелковых дивизий.
Первые бои в полосе обороны 51-го стрелкового корпуса начались 26 июня 1941 года на участке обороны 112-й сд в районе латвийского города Краслава, за который с 1 по 3 июля шли ожесточённые бои.
Решающие бои на фронте 51-го ск начались 3 и 4 июля на фронте двух дивизий (112-й сд и 98-й сд), особенно на фронте 112-й сд, где противник стремился крупными силами прорвать оборону и выйти в тыл всей обороны корпуса, особенно Себежскому и Полоцкому укрепрайонов.
На правом фланге обороны 51-го ск 170-я сд (которую несколько раз вводили в состав, а затем исключали из состава 51-го ск), занимая Себежский укрепрайон и имея благоприятную для обороны местность, не подвергалась сильным атакам. Противник на её фронте ждал результатов на других направлениях.
Ухудшение обстановки на правом фланге 112-й сд и чрезмерная растяжка её фронта вынудили командование корпуса отвести дивизию к утру 5 июля на оборонительный рубеж по восточному берегу р. Сарьянка, упираясь правым флангом в оз. Освейское, а левым в р. Западная Двина.
Соседом справа у 112-й стрелковой дивизии вместо 42-й мотострелковой дивизии теперь стала 170-я стрелковая дивизия.
112-я сд, заняв восточный берег р. Сарьянка, хорошо и продуманно организовала оборону.
Позиции дивизии были достаточно поддержаны огнём артиллерии. Кроме своих двух артполков, на её участке ещё действовал гаубичный артполк 10-й сд, а также обеспечивал огонь 545-й КАП.
В случае необходимости дивизия имела поддержку на каждом из флангов по одному артполку за счёт 170-й и 98-й стрелковых дивизий.
Артиллерия 112-й сд группировалась к югу от м. Освея с целью не допустить прорыва на м. Клястицы и ближе к р. Западная Двина (с целью не допустить форсирования реки противником).
Наиболее крупные силы немецкое командование сосредоточило против 112-й сд, что подтвердило предположения командования корпуса.
98-я сд, занимая полосу обороны от м. Дрисса до м. Боровуха с передним краем по р. Западная Двина, в противотанковом отношении имела сильный рубеж.
174-я сд, заняв Полоцкий укреплённый район, провела работы по приведению его в боевое состояние, вооружению ДОТов. Правофланговый 494-й стрелковый полк 174-й сд тесно взаимодействовал с 98-й сд, а в момент тяжёлой обстановки передавался в оперативное управление дивизии.
В начальный период перед фронтом 98-й сд и 174-й сд противник имел не более как по одной дивизии против каждой из названных.
Но большую активность и настойчивость немецкие войска стали проявлять на фронте 98-й сд, к востоку от м. Дисна (Дзисна).
В эти дни штаб 51-го стрелкового корпуса был переведён из м. Освея в м. Клястицы. 174-я сд отошла в состав 62-го стрелкового корпуса.
К этому моменту в дивизии прибыли остальные 50 % приписного состава и недостававший транспорт. Численность дивизий возросла, а боевые качества снизились. Приписников пришлось доучивать на практике, но в основном, с прибытием пополнения, дивизии стали полней — их численность достигала 15 — 16 тысяч человек.
Материальное обеспечение войск, особенно боеприпасами и горючим было достаточным, но позже выяснилось, что всё же снарядов и мин необходимо было иметь ещё больше.
С 4 июля на фронте 170-й сд обстановка оставалась без перемен, и до 7 июля противник здесь активности не проявлял, но основные его усилия направлялись в обход Себежского укреплённого района с севера.
4 июля на фронте 98-й сд, главным образом на участке 166-го стрелкового полка до полка фашистской пехоты на переправочных средствах, почти без сопротивления со стороны 166-го сп, быстро форсировали реку и сразу же стали закреплять участок глубиною до километра и по фронту около 5 километров, поддерживаемые сильным артиллерийским и миномётным огнём.
Принятыми мерами положение восстановить не удалось, противник, захватив небольшой плацдарм, всё время его расширял, накапливая силы.
Устойчивость обороны 98-й сд на р. Западная Двина была потеряна, что и определило неуспех на этом направлении.
Одной из причин этого было, как тогда посчитало командование Западного фронта, плохое руководство командира 98-й стрелковой дивизии генерал-майора Гаврилова М. Ф. Генерал Гаврилов М. Ф. от командования дивизией был отстранён, и на его место был назначен полковник Евсюков М. С. Командир 166-го стрелкового полка был наказан высшей мерой.
С утра 5 июля на фронте 112-й сд, после сильной и продолжительной артподготовки и авиационной подготовки, противник начал новое и более сильное наступление, которое не прекращалось до 9 июля включительно. Противник применял танки (САУ).
112-я сд, использовав все свои силы и средства, особенно артиллерию, проводя частые контратаки и тактически хорошо используя лесисто-болотистую местность, сохранила своё положение. Если противнику удавалось вклиниться в расположение дивизии днём, то она восстанавливала положение ночью. Бои шли исключительно напряжённые, обе стороны понесли большие потери.
На фронте 98-й сд, нанося основной удар на железнодорожную станцию Борковичи, противнику удалось вечером 5 июля занять станцию, где он был остановлен.
С 6 июля завязался ожесточённый бой за железнодорожную ст. Борковичи и перешёл в ночь, но успеха не дал ни одной стороне.
7 июля на фронте 51-го стрелкового корпуса бои нарастают.
Сложное положение создалось для правофланговой 170-й сд, занимавшей Себежский укреплённый район. Там не был достаточно укреплён правый фланг, что и привело к быстрой его потере.
Противник, выйдя в район м. Идрица (это менее, чем в 30 км восточнее г. Себеж), частью сил нанёс внезапный удар в тыл Себежского укреплённого района. Части 170-й сд не ждали и не были готовы к отражению противника с этого направления и неуправляемо отошли к востоку и юго-востоку.
Командование армии отстранило генерал-майора Силкина Т. К. от командования дивизией и назначило на эту должность полковника Ласкина Н. М. (с 16 июля). Части были приведены в порядок, но восстановить положение не удалось. Из-за больших потерь боевой матчасти устойчивость дивизии снизилась. В этот период 170-я сд подчинялась непосредственно армии.
Получив успех, противник быстро продвинулся к югу и стал угрожать флангу и тылу 112-й сд.
112-я стрелковая дивизия продолжает сдерживать части немецкого 2-го армейского корпуса на рубеже по реке Сарьянка.
Неустойчивое положение сохранялось в полосе 98-й стрелковой дивизии, где противник, несмотря на отчаянное сопротивление её частей, продолжал расширять плацдарм в районе г. Дисна, так называемый «Дисненский плацдарм».
Также тяжёлое положение сложилось и на левом фланге корпуса в полосе соседней 186-й сд, которая с трудом остановила противника на рубеже северо-восточнее м. Улла. Здесь противник форсировал реку Западная Двина крупными силами и развил наступление в обход Полоцка с востока и Витебска с севера.
В связи со сложившейся обстановкой на флангах 51-го стрелкового корпуса, были приняты решения:
— 170-й сд, действуя в тесном взаимодействии со 112-й сд, прочно прикрывать обороной основные направления на фронте по линии от перекрёстка дорог ж. д. Новосокольники — Идрица с Ленинградским шоссе (около 30 км восточнее Идрица) до стыка с 524-м сп на р. Свольня;
— 112-й сд, прикрываясь справа 524-м сп, ночью одним переходом отойти и занять для обороны рубеж р. Свольня, примыкая левым 385-м сп к правофланговому 4-му сп 98-й сд;
— для упрочнения фронта 98-й сд, в её полосу введена 126-я сд.
9 июля 112-я сд должна была оставить свой рубеж на реке Сарьянка в соответствии с приказом командования корпуса. Левофланговый 385-й сп (командир полковник Садов А. И.), успешно отразив противника с фронта, 7 — 10 июля оказал большую помощь правому флангу 98-й сд в борьбе за м. Борковичи.
112-я стрелковая дивизия, прикрываясь с фронта небольшими отрядами прикрытия, главными силами оторвалась от противника и в ночь с 9 на 10 июля заняла и укрепилась на восточном берегу р. Свольня. Ночной переход на 30 — 35 километров после напряжённых боёв до предела изнурил личный состав дивизии.
98-я стрелковая дивизия 9 июля заняла позиции на северном берегу реки Дрисса, отражая атаки подразделений немецкой 14-й моторизованной дивизии.
10 июля общая обстановка на фронте 22-й армии, особенно на её флангах, продолжала осложняться — продвигаясь, крупные группировки противника увеличивали охватывающее положение, угрожая окружением 51-го и 62-го стрелковых корпусов.
22-я армия не имела сил и средств противодействия успеху врага.
На фронте 51-го ск противник, не желая больше допускать организованного отхода войск армии, навязал тяжёлый ночной бой, а затем, значительно укрепив свои боевые порядки танками, усилил наступление с утра 11 июля, тем самым сковав боями дивизии корпуса.
Рано утром 11 июля на участке 98-й сд, после артподготовки, противник начал наступление по обоим берегам реки Дрисса.
В это же время развернулись сильные бои на фронте 112-й сд и севернее её.
В течение дня основные группировки противника в районах Опочка (правый фланг корпуса) и Витебск (левый фланг корпуса) также вели наступление крупными силами и добились значительного успеха.
Соответственно положение соседей (170-й сд и 174-й сд) во второй половине дня 11 июля было также тяжёлым, особенно неустойчиво было в полосе 170-й сд — она была разорвана на две части и плохо управлялась.
Главные силы дивизий должны были отойти и занять рубеж по р. Нища в ночь с 11 на 12 июля.
Возникало решение на немедленный отвод главных сил 22-й армии на новый более глубокий рубеж, чтобы вывести их из-под охватывающих ударов противника, и дать ему захлопнуть пустое пространство к западу от г. Невель. Однако этого сделано не было.
На всём фронте 51-го стрелкового корпуса войска с упорными боями отходили к р. Нища, не давая противнику развить наступление, оставаясь в соприкосновении с ним, выигрывая время до наступления темноты.
В первой половине дня 12 июля штаб 51-го стрелкового корпуса получил шифрограмму из штаба 22-й армии, в которой указывалось: 51-му ск в ночь на 13.07.1941 начать отход на рубеж Усть-Долыссы — Невель (искл.), основной маршрут — м. Клястицы — Невель.
Назывались промежуточные рубежи развёртывания, срок выхода на новый рубеж и задачи по обороне этого рубежа.
С утра 13 июля противник перешёл в наступление на отряды прикрытия в направлениях отхода подразделений корпуса от рубежа р. Нища.
Войска 51-го ск продолжали отход. В арьергарде был оставлен 385-й сп, усиленный 436-м артполком, 112-й сд. 385-й сп должен был держать рубеж до темноты 15.07.1941, а затем начать отход, сдерживая противника на промежуточных рубежах до 18.07.1941.
Обстановка в районе Невеля для частей 51-го ск осложнилась. Ощущался недостаток горючего и боеприпасов для артиллерии, и только 545-й КАП был обеспечен снарядами в достаточной мере.
В ночь с 17 на 18 июля обеспечивающий автотранспорт ещё проходил через линию Ленинградского шоссе (автодорога Невель — Опочка — Псков — Ленинград) в районе северо-западнее Невеля, но вечером 18 июля автотранспорт уже пройти не мог.
К этому времени со стороны противника с северо-западного и западного направлений действовали две дивизии (251-я и 253-я пехотные), с южного направления — 14-я моторизованная дивизия, и сюда выдвигалась 206-я пехотная дивизия, со стороны Невеля — 19-я танковая дивизия. Немецкая 12-я пехотная дивизия заняла м. Усть-Долыссы и Ленинградское шоссе севернее и северо-восточнее района Репище, создав ряд опорных пунктов, с задачей не допустить продвижения частей корпуса в северном направлении на Великие Луки.
18 июля начальник штаба 51-го ск по радиосвязи запросил у начальника штаба 22-й армии разрешения организовать совместный с 62-м ск (62-й ск вёл бои в 10—20 км юго-западнее Невеля) удар в общем направлении через Невель, но это было запрещено и подтверждены прежние задачи, несмотря на то, что сама оперативная обстановка отменила эти задачи несколько дней назад.
Соответственно части корпуса продолжили выполнение задачи по выходу на рубеж Усть-Долыссы — Невель (исключая).
В первой половине дня 19 июля войска 51-го стрелкового корпуса оказались в следующем положении:
— 98-я сд, продолжив движение в ночь на 19 июля, в 25 — 30 километрах западнее города Невель была остановлена противником, сошла с дороги Клястицы — Невель влево и закрепилась на местности, прилежащей к Ленинградскому шоссе;
— 112-я сд, шедшая за 98-й сд, также остановилась, направив 416-й сп в район деревни Репище, затем там разместился штаб дивизии и тылы;
— 385-й сп 112-й сд оставался на прикрытии с запада в соприкосновении с противником, который всячески пытался обтекать фланги полка.
Во второй половине 19 июля в район КП штаба корпуса подошли части 170-й сд (два стрелковых полка с одним артполком) под командованием комиссара дивизии Дзарагазова Л. А. и нач. штаба дивизии майора Варванина М. И., которые пробились лесами севернее оз. Лозно и привели с собой штаб дивизии, а также тылы с большим числом раненых. Командир 170-й стрелковой дивизии Ласкин Н. М. с одним стрелковым полком и артполком смог пробиться на Новосокольники и соединиться с войсками армии.
На 20 июля оборона корпуса строилась с учётом удержания до темноты возможно более широкого района с тем, чтобы за счёт территории выиграть время. Это было необходимо для внутреннего манёвра и более безопасного расположения тылов, переполненных ранеными (около 1500—2000 человек к исходу 19 июля).
19 июля командование корпуса начало подготовку к прорыву и утвердило решения командиров дивизий. Общее направление прорыва было определено через деревни Бегуново, Кожемячкино на Новосокольники в соответствии с указанием командования 22-й армии.
Утром 20 июля войскам были сообщены: группировка на прорыв, исходное сосредоточение дивизий и направление атак для проведения необходимых мероприятий по подготовке прорыва в ночь на 21 июля.
Согласно объявленному решению, с наступлением темноты 20 июля 308-й сп со 155-м ГАП 98-й сд (командир полка майор Мачуев И. И.) должны были оседлать шоссе и перейти к обороне в сторону Невеля, обеспечивая прорывающиеся части с юго-востока.
Аналогичную задачу получил 416-й сп 112-й сд, который, удерживая высоту 202,4, частью сил должен был перехватить Ленинградское шоссе и развернуть фронт в направлении на Усть-Долыссы.
На предстоящую ночь с 19 на 20 июля частям были поставлены предварительные задачи:
— 98-й сд, силами 166-го сп, захватить в ночь на 20 июля высоту с кладбищем (у д. Смольники);
— 112-й сд, силами 416-го сп, захватить в это же время высоту 202,4 (у д. Кузнецово).
Обе эти высоты имели важное тактическое значение, так как почти непосредственно примыкали к Ленинградскому шоссе, через которое предстояло прорываться.
И 20 июля за высоты разгорелись кровопролитные бои. Противник же значительно усилил оборону Ленинградского шоссе.
В бою за преграждавшую выход из окружения высоту 202,4 погибает командир 416-го сп майор Буданов А. А. Это был третий погибший командир стрелкового полка.
Но в итоге, к исходу дня 20 июля поставленные задачи подразделениями корпуса были выполнены лишь частично, высота 202,4 осталась за противником.
Из воспоминаний бывшего начальника штаба 51-го стрелкового корпуса Сазонова К. И.:

«Может показаться, что мы слишком медлили с прорывом, но мы не могли прорываться с хода по многим причинам и, прежде всего:
— личный состав был до предела изнурен и для того, чтобы прорваться, надо было хотя бы немного передохнуть; но люди могли ещё найти силы для прорыва, а конский состав не вдохновишь, даже палкой!;
— большое число раненых обязывало нас организовать прорыв так, чтобы их всех взять с собой; это потребовало выделения 1/3 сил на обеспечение с юго-запада, юга и юга-востока и тем ослабило нас на направлении прорыва.
Многочисленная артиллерия была без снарядов и не могла обеспечить поддержку пехоты, а это значило, что мы должны были сделать ставку на прорыв в ночных условиях, а такой ближайшей ночью была ночь с 20.7 на 21.7, и мы делали всё для того, чтобы осуществить прорыв именно в эту ночь.»
62-й стрелковый корпус также прорывался в ночь с 20 на 21 июля, и это имело своё положительное значение, независимо от того, что в направлениях выхода корпуса расходились.
Общая обстановка на фронте 22-й армии характеризовалась тем, что главные её силы с утра 20 июля оказались в тактическом окружении, и армейское командование не имело реальных возможностей для того, чтобы содействовать прорыву 51-го ск и 62-го ск из окружения.
Положение окружённых корпусов усугублялось их изолированностью друг от друга, что давало противнику возможность к разгрому частей армии по частям.
В соответствии с планом на прорыв, к наступлению сумерек 20 июля части дивизий произвели перегруппировку сил и средств и нацелились на прорыв, имея в обеспечении на прежних рубежах 4-й сп со 153-м артполком 98-й сд (прикрытие со стороны Невеля и с юго-восточного направления) и 385-й сп с 436-м артполком 112-й сд (прикрытие со стороны Турки-Перевоз). Штабы и тылы в своих районах подготовились к выходу через прорыв.
Рубеж Ленинградского шоссе после боя 20 июля противник значительно усилил пехотой и огневыми средствами. Опорные пункты противника располагались через 1 — 1,5 км и взаимно простреливали всё пространство между собой.
На участке прорыва имелось три немецких опорных пункта, и для их уничтожения ночным ударом были выделены силы в составе 308-го, 166-го полков 98-й сд и 416-го сп, усиленного полком 170-й сд, что оказалось недостаточно. Но сил и без того было недостаточно. 524-й сп 112-й сд, примыкая правым флангом к 416-му сп, прикрывал расположение частей корпуса на широком фронте с северо-запада.
В назначенное время 308-й сп выдвинулся к Ленинградскому шоссе, в короткой схватке уничтожил опорный пункт противника, развернул фронт в сторону Невеля, принял меры готовности и стал закрепляться.
155-й гаубичный артполк 98-й сд, перейдя шоссе, также приготовился к открытию огня.
Тылы и штабы обоих полков также были переведены за шоссе, в готовности к самообороне.
Перед фронтом 308-го сп появилась большая колонна танков, завязался горячий бой, танки противника с небольшим количеством пехоты перешли в наступление и смяли боевые порядки полка. Гаубичный артиллерийский полк за недостатком снарядов существенной помощи оказать не смог, а другой поддержки оказано не было.
Отскочив к северу от шоссе, 308-й сп и 155-й ГАП организовали боевые порядки фронтом на юг. Не дождавшись наступления своих войск с юга от шоссе, перед рассветом, они вынуждены были отойти от дороги и дальше продвигались на север в направлении Великих Лук до соединения с частями 22-й армии.
В итоге ночных с 20 на 21 июля боевых действий прорвать немецкое окружение частям корпуса не удалось. Силы не были достаточно сконцентрированы на направлении удара. Общего пункта руководства прорывом в районе высоты 202,4 или на высоте с кладбищем (у д. Смольники) организовано не было, и это явилось одной из причин неудачи прорыва.
Командование корпуса принимает решение упорной обороной всего боевого порядка, сохранить занимаемое положение, выиграть время до ночи с 21 на 22 июля и одновременно подготовить новый прорыв через Ленинградское шоссе.
Ввиду неуспеха прорыва на участках 166-го сп и 416-го сп, логично было изменить направление удара, но части корпуса привязывала к себе единственно доступная для автотранспорта дорога, пересекавшая Ленинградское шоссе через Бегуново.
И войскам было сообщено, что в ночь с 21 на 22 июля организовывается новый прорыв в направлении на север. Это направление было выгодно ещё и тем, что нужно было прорвать глубину до одного километра, а затем начинались перелески и заболоченная местность, выгодная для прорывающихся.
Многое зависело от исхода боя днём 21 июля. Ожесточённый и тяжёлый бой начался с 5 часов утра на всем фронте корпуса. Сначала начался бешеный огонь по боевым порядкам, а затем и по основным районам расположения тылов, переполненных ранеными. Слабее огонь был на северном и на западном фасах. В ходе этого обстрела началось наступление противника с юго-запада и юга, здесь немецкие части были усилены танками.
Подразделения 385-го, 4-го стрелковых полков с артполками оказывали исключительное упорство, медленно пятились назад под натиском во много раз превосходящего врага. Они часто переходили в контратаки, отбрасывали его, и так борьба шла до 12 часов. Хорошо действовал, вместе с 385-м сп, один из полков 170-й сд и за семь часов ожесточённого боя противнику удалось только ценой огромных потерь несколько потеснить наши боевые порядки и вклиниться в расположение 385-го сп.
Противник вёл наступление силами трёх дивизий. Со стороны Невеля наступала мотопехота с танками 19-й танковой дивизии, с юго-востока — 206-я пехотная дивизия, с запада и северо-запада — части общей численностью до пехотной дивизии. Ленинградское шоссе удерживали и частью сил наступали подразделения 12-й пехотной дивизии.
Общим тактическим результатом к 12 часам 21 июля являлось то, что противник достиг небольшого успеха, потеснив части корпуса, и отвоевав часть занимавшегося им плацдарма, но главного не достиг — противник сам был истощён и оказался вынужденным с 13 часов почти на всех участках прекратить наступление и значительно сократить огонь.
Для 51-го стрелкового корпуса важнейшим результатом было сохранение цельности всей системы обороны и выигрыш времени в первой половине дня. Это досталось очень дорогой ценой. От жестокого массового огня противника боевые порядки корпуса сильно поредели. Все медсанбаты были переполнены ранеными. В этот момент всего раненых было более 3000 человек.
Время небольшой дневной передышки (с 13 до 16 часов) было нарушено шквальным огнём противника, а затем он снова начал наступление, нанося главные удары с запада (по 385-му сп) и с юго-востока (по 4-му сп) на Репище.
Особенно сильный удар наносился с юго-востока, где наступала сосредоточенная здесь немецкая 206-я пехотная дивизия при поддержке танков. Не из лёгких положение было и на участке 385-го сп. Как 4-й сп, так и 385-й сп до 18 часов по три раза сменили свои боевые рубежи. Плацдарм корпуса значительно сократился и всюду простреливался, теперь раненые гибли и получали новые ранения в корпусном госпитале.
Около 18 часов 21 июля штаб 22-й армии передал последние указания для 51-го ск на действия корпуса в ночь на 22.07.1941, где говорилось об организации деблокирующих действий с северо-восточного направления навстречу прорывающимся.
В ночь на 22 июля была предпринята ещё одна попытка прорыва из окружения на север.
416-й и 524-й полки овладели на своём участке линией Ленинградского шоссе, долго ждали, когда подойдут прорывающиеся части (при отсутствии связи сбор прорывающихся частей сильно затянулся), сил в обороне не хватало, а противник усиливал нажим. И полки вынуждены были оставить захваченную линию шоссе и отойти перед рассветом на север, тем самым, выйдя из окружения.
Прорыв всех частей корпуса и в эту ночь не удался.
В ночь на 23 июля и в последующие несколько суток оставшиеся окружённые части 51-го стрелкового корпуса в соответствии с решением командования прорывались разбившись на мелкие группы — каждая по своим маршрутам.
Часть групп шла в направлении западнее м. Новосокольники и далее севернее Великих Лук до реки Ловать, на рубеже которой тогда оказался фронт армии. КП штаба 22-й армии размещался на станции Назимово.
Основные группы прорывались на юг в направлении на Погребище, Новохованск и далее южнее Невеля на Езерище с поворотом на северо-восток на Кунья.
Далее 51-й стрелковый корпус в другом составе (48-я тд, 214-я сд) в конце июля — августе 1941 года принял участие в оборонительных боях в районе Великих Лук, где также был противником окружён и с боями выходил к своим.

## Подчинение и состав корпуса

### 51-й стрелковый корпус (1-го формирования)
Подчинение 51-го стрелкового корпуса (1-го формирования)
Группа армий резерва Ставки ГК, 22-я армия (по состоянию на 22.06.1941);
Западный фронт, 22-я армия (с 2.07.1941).
Состав 51-го стрелкового корпуса (1-го формирования) по состоянию на
22.06.1941 — 98-я сд, 112-я сд, 153-я сд;
01.07.1941 — 98-я сд, 112-я сд, 170-я сд;
545-й корпусной артиллерийский полк;
134-й отдельный батальон связи;
251-й отдельный сапёрный батальон.
С 22.07.1941 в состав корпуса входили 48-я тд, 214-я сд.
51-й стрелковый корпус (1-го формирования) расформирован 1 сентября 1941 года.

### 51-й стрелковый корпус (2-го формирования)
Подчинение 51-го стрелкового корпуса (2-го формирования)
51-й стрелковый корпус (2-го формирования) сформирован 3 июля 1943 года в составе 38-й армии Воронежского фронта.
Далее 51-й стрелковый корпус входит в состав:
1-й Украинский фронт, 38-я армия (с 20.10.1943);
1-й Украинский фронт, 40-я армия (с 17.11.1943);
2-й Украинский фронт, 40-я армия (по состоянию на 1.03.1944);
2-й Украинский фронт (21.10.1944 — 26.10.1944);
2-й Украинский фронт, 27-я армия (с 26.10.1944);
2-й Украинский фронт, 40-я армия (с 2.11.1944).
2-й Украинский фронт, 27-я армия (с 26.11.1944).
2-й Украинский фронт (30.12.1944 — 3.01.1945);
2-й Украинский фронт, 40-я армия (с 3.01.1945).
Состав 51-го стрелкового корпуса (2-го формирования) по состоянию на
1.08.1943 — 180-я сд, 240-я сд;
1.09.1943 — 167-я сд, 180-я сд, 240-я сд;
1.10.1943 — 167-я сд, 180-я сд, 240-я сд, 340-я сд;
1.11.1943 — 136-я сд, 180-я сд, 240-я сд;
1.12.1943 — 167-я сд, 180-я сд, 340-я сд;
1.01.1944 — 167-я сд, 232-я сд, 340-я сд;
1.02.1944 — 42-я гв. сд, 163-я сд, 232-я сд;
1.03.1944 — 42-я гв. сд, 133-я сд, 232-я сд;
1.04.1944 — 42-я гв. сд, 74-я сд, 232-я сд;
1.05.1944 — 42-я гв. сд, 133-я сд, 232-я сд;
1.08.1944 — 4-я гв. вдд, 42-я гв. сд, 232-я сд;
1.09.1944 — 42-я гв. сд, 38-я сд, 232-я сд;
1.10.1944 — 38-я сд, 133-я сд, 232-я сд;
1.11.1944 — 42-я гв. сд, 38-я сд;
1.12.1944 — 133-я сд, 232-я сд;
1.01.1945 — 6-я сд, 133-я сд, 232-я сд;
1.03.1945 — 6-я сд, 232-я сд;
1.04.1945 — 133-я сд, 240-я сд;
1.05.1945 — 133-я сд, 232-я сд, 240-я сд;
Части корпусного подчинения:
648-й отдельный ордена Красной Звезды батальон связи;
424-я полевая авторемонтная база;
2840-я военно-почтовая станция.
51-й стрелковый корпус (2-го формирования) расформирован 11 мая 1945 года.

## Командование

### 51-й стрелковый корпус (1-го формирования)
Командир
- генерал-майор Марков Аким Маркович (февраль — август 1941).

Начальник штаба корпуса
- полковник Сазонов Кузьма Иванович (февраль  — август 1941).

Комиссар корпуса (заместитель командира корпуса по политической части)
- полковой комиссар Чистогов Яков Иванович.

Начальник артиллерии корпуса
- полковник Меткалёв Анатолий Григорьевич (июль — август 1941).

### 51-й стрелковый корпус (2-го формирования)
Командир
- генерал-майор Авдеенко Пётр Петрович (3 июля 1943 — 28 мая 1944);

Начальник штаба корпуса
- полковник Зубарев Иосиф Егорович (8 июня 1943 — 20 августа 1943);
- полковник Певзнер Лев Залманович.

Заместитель командира корпуса по политической части

## Книги, статьи
- А.И. Ерёменко. «В начале войны». — г.Москва: изд. “Наука”, 1965г.
- Сборник «Пишу исключительно по памяти… Командиры Красной Армии о катастрофе первых дней Великой Отечественной войны. Том 2. Сазонов Кузьма Иванович». Составитель С.Л. Чекунов. — г.Москва: изд. “Русский фонд содействия образованию и науке”, 2017г. — ISBN 978-5-91244-210-0.
- П.В. Зороастров. «Это было под Краславой». — г. Пермь, 1983 г.. Архивировано 24 мая 2014 года.
- Н.А. Косач. "Сыны Урала". Воспоминания. 112 стрелковая дивизия (1 формирования).. — г. Пермь, 2012 г..
- В.В. Барминский. "В рядах Кунгурского полка" // "Искра" : Кунгурская газета. — 1974-08-20, 1974-08-22, 1974-09-5.
- Л.В. Барминский, В.В. Барминский. "Судьба, опалённая войной". — г.Москва: изд. “Известия”, 2019г.
- Леонид Барминский, Владимир Барминский. "Судьба, опаленная войной". — г.Москва: Издательство "Известия" Управления делами Президента Российской Федерации, 2019г. — ISBN 978-5-206-01019-0.